# 볼레로 (1984년 영화)
볼레로(Bolero)는 미국에서 제작된 존 데릭 감독의 1984년 드라마 영화이다. 보 데렉 등이 주연으로 출연하였고 보 데렉 등이 제작에 참여하였다.

## 출연

### 주연
- 보 데렉
- 조지 케네디

### 조연
- 안드레아 오치핀티
- 아나 오브레곤
- 올리비아 다보
- 미르타 밀러
- 폴 스테이시

## 제작진
- 협력프로듀서: 로니 야코브